# Tara Jarmon
Tara Jarmon, née Mollard, est une créatrice de mode et canadienne née le 25 avril 1962 à Vancouver au Canada et fondatrice de la marque du même nom.

## Biographie
Après le lycée à Newport Beach en Californie, elle commence des études de Sciences politiques à Los Angeles, à l'Université de Californie du Sud. Un an plus tard elle est repérée par une agence de mannequin. Elle voyage et part à Paris. Elle y fait la rencontre de David Jarmon, un homme d'affaires français, à la  tête d’une marque de prêt-à-porter masculin. Elle finit ses études à de l'Université américaine de Paris.
Elle a une fille Camille. Ensemble elle créent la marque Mirae en 2018.

## La marque
En 1986, Tara et David Jarmon lancent la marque Tara Jarmon. La société actuelle est fondée en 1996.
En 2016, Jean-Paul Bize (AMS Industries) devient actionnaire majoritaire.
En mars 2017, Colombe Campana est nommée nouvelle directrice artistique de la marque, succédant à la fondatrice homonyme.
En janvier 2020, la marque est rachetée par Zapa.
En 2024, une plateforme de seconde main de vêtements Tara Jarmon est créée.